# Boulevard René-Lévesque (Montréal)
 (juin 2025).
Si vous disposez d'ouvrages ou d'articles de référence ou si vous connaissez des sites web de qualité traitant du thème abordé ici, merci de compléter l'article en donnant les références utiles à sa vérifiabilité et en les liant à la section « Notes et références ».
Pour les articles homonymes, voir Boulevard René-Lévesque, René Lévesque (homonymie) et Lévesque.
Le boulevard René-Lévesque (anciennement appelé boulevard Dorchester) est une voie de Montréal. 

## Situation et accès
D'orientation nord-est / sud-ouest, la circulation y est importante, et plusieurs immeubles de bureaux s'y trouvent.

## Origine du nom
Elle porte le nom de l’ancien premier ministre du Québec René Lévesque (1922-1987), fondateur et premier chef du Parti québécois. 

## Historique

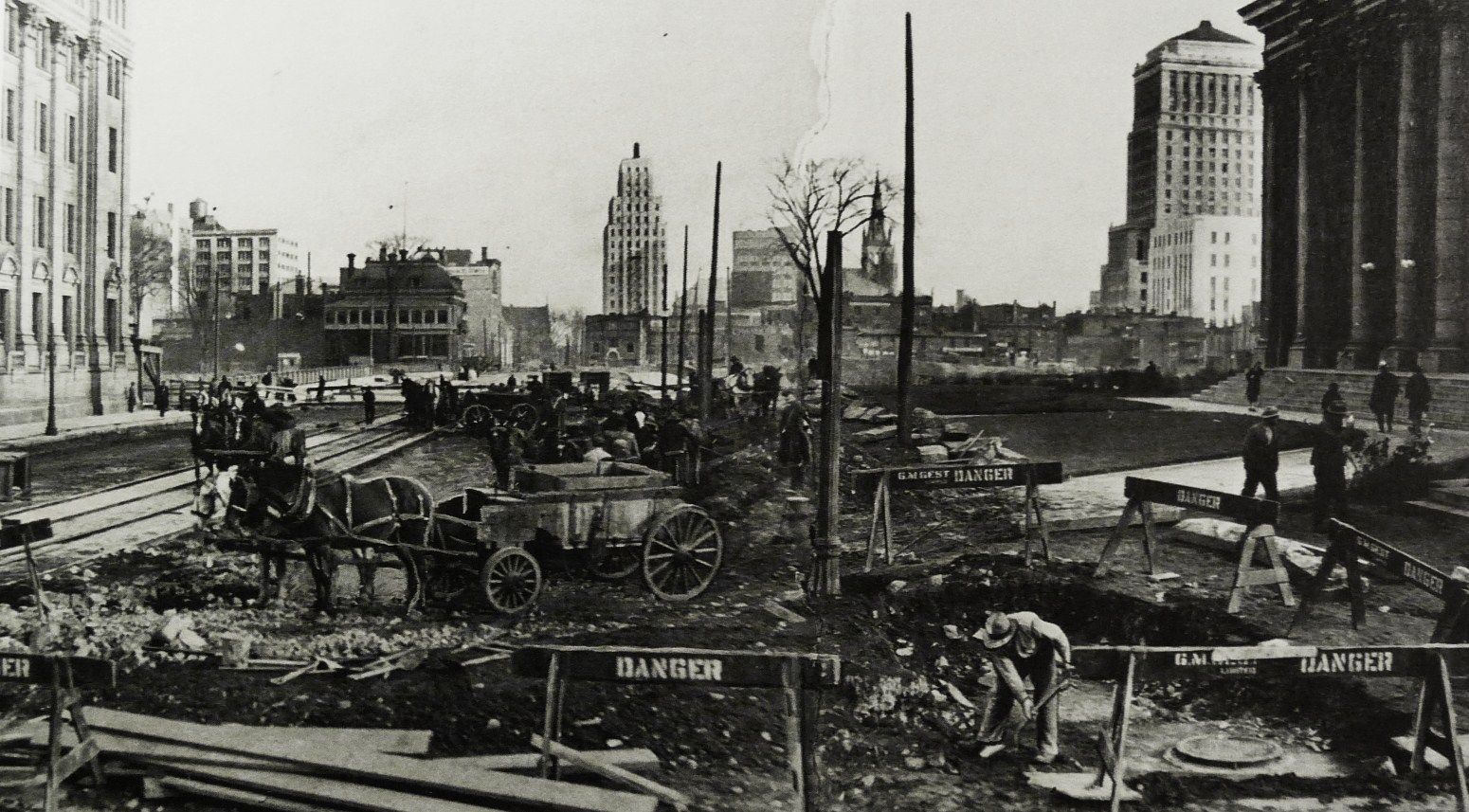
Une des phases d'élargissement de la rue Dorchester, vers 1935

Ce boulevard, qui constitue une des artères majeures de la ville, est nommé à l'origine « Grand chemin de la Haute-Folie », avant d'être appelée « rue Dorchester » en 1844, d'après un ancien gouverneur britannique Guy Carleton, premier baron Dorchester décédé en 1808. 
Son élargissement en 1954-55 nécessite la démolition de nombreuses villas qui le bordent de part et d'autre. La maison Shaugnessy (devenue le Centre canadien d'architecture) et les maisons Thomas Judah (1980, boulevard René-Lévesque Ouest) et Masson (2080, boulevard René-Lévesque Ouest), à proximité, témoignent de cette époque révolue où cette voie était une artère résidentielle recherchée.
C'est à la même époque, en 1955, que la « rue Dorchester » devient le « boulevard Dorchester ». Cet élargissement à 8 voies fut demandé par le promoteur immobilier planifiant la construction de Place Ville-Marie. Ce geste urbain a permis la venue de plusieurs édifices en hauteur surtout au centre-ville. C’est sans contredit le boulevard des gratte-ciel puisque c’est sur cette artère que se trouvent les plus grands édifices de Montréal et du Québec.
En 1987, elle prend sa dénomination actuelle, « boulevard René-Lévesque ». Par la suite, on entendait fréquemment l’ancien nom de la rue (Dorchester), ce qui a créé une certaine ambiguïté, qui semble actuellement beaucoup moins présente.
Une portion de la rue se trouvant dans la ville de Westmount retient le nom officiel de boulevard Dorchester. Lors de la mort de l’ancien premier ministre Lévesque, certains, particulièrement dans les milieux anglophones, ont critiqué la précipitation avec laquelle les autorités ont procédé au changement de nom, surtout parce que Lévesque, fondateur indépendantiste du Parti québécois, ne leur paraissait pas adéquat pour un boulevard hébergeant les principales places d’affaires montréalaises, la plupart anglophones. Le choix était pourtant logique, René Lévesque ayant joué un rôle majeur dans le développement d'Hydro-Québec, dont le siège social se situe justement sur ce boulevard.
Il y a aussi une rue René-Lévesque dans l'arrondissement Rivière-des-Prairies–Pointe-aux-Trembles, dans l'est de Montréal, qui se connecte, dans la ville de Montréal-Est, à la rue Dorchester, qui a aussi gardé son nom.

## Bâtiments remarquables et lieux de mémoire
- L’édifice Hydro-Québec

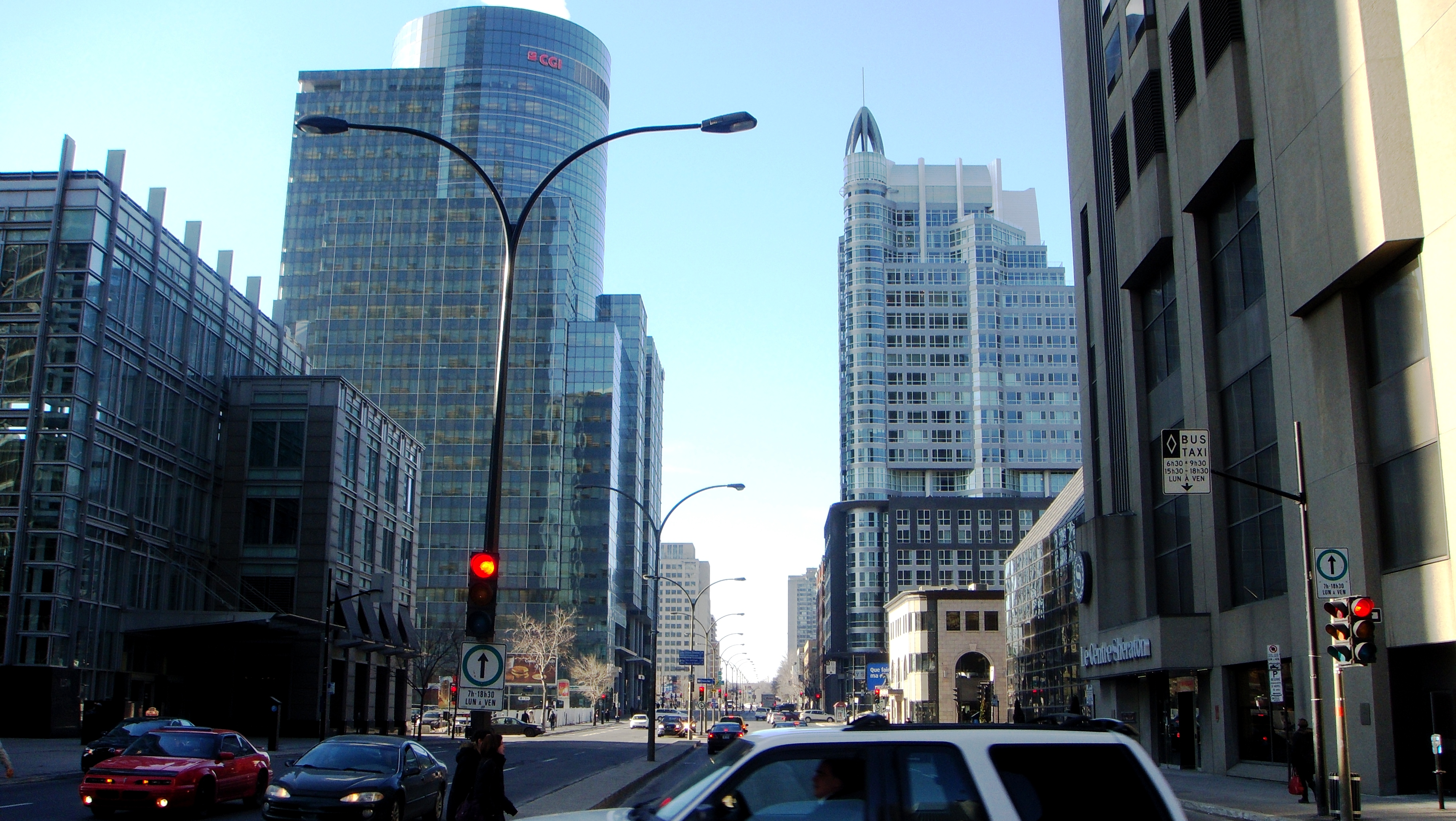
La Tour CGI (à gauche) face au Crystal de la Montagne sur le boulevard René-Lévesque.

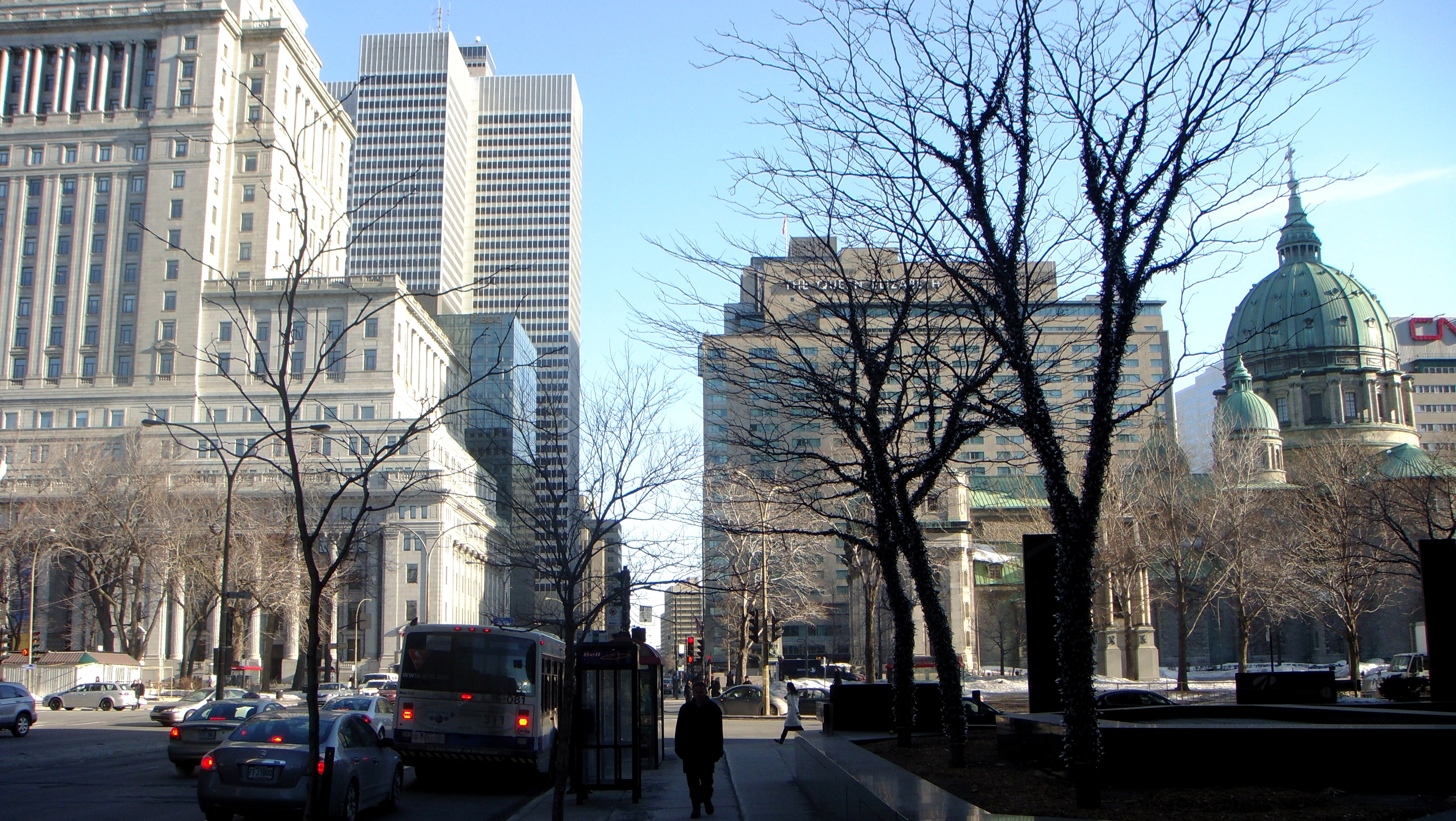
Coin du boulevard René-Lévesque et de la rue Peel.

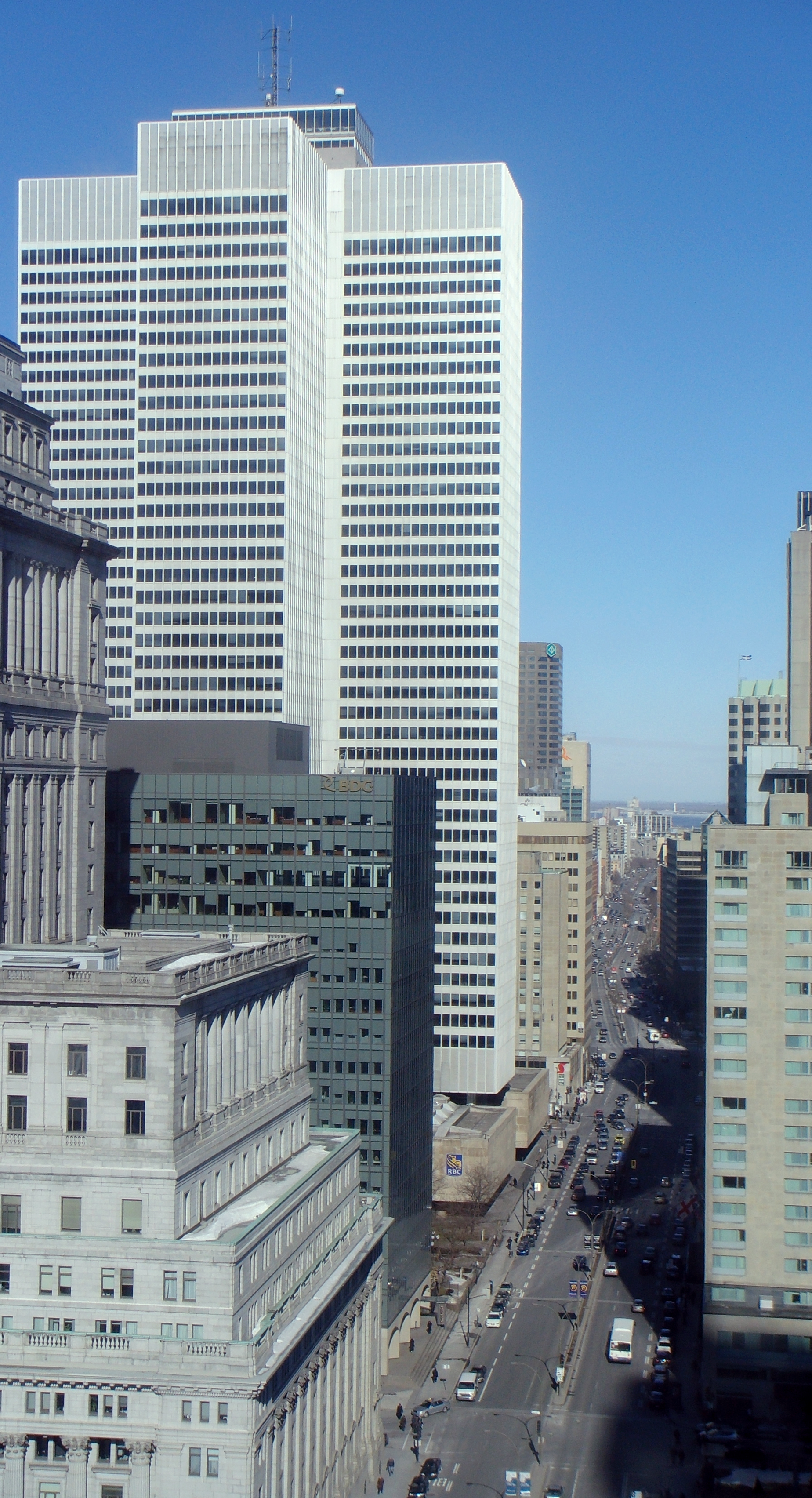
Boulevard René-Lévesque au centre-ville, proche des tours SunLife et Banque Royale du Canada.

- L’hôpital de Montréal pour enfants
- L’hôpital Saint-Luc
- L’hôtel Fairmont Le Reine Élizabeth
- L’Office franco-québécois pour la jeunesse
- L’Université du Québec à Montréal
- La basilique Saint-Patrick
- La cathédrale Marie-Reine-du-Monde
- La Cité du commerce électronique
- La gare centrale
- La Maison de Radio-Canada
- Place Ville-Marie
- La tour CIBC
- Le 1250 René-Lévesque
- Le Centre canadien d'architecture (CCA)
- Le Complexe Desjardins
- Le siège social de SNC-Lavalin
- Le siège social de Développement et Paix
- La tour Telus
- La Maison olympique canadienne